# Concordia Sagittaria
Concordia Sagittaria (Cuncuàrdhia nel dialetto locale, Concòrdia in veneto) è un comune italiano di 10 220 abitanti della città metropolitana di Venezia in Veneto.
Per la Chiesa cattolica, Concordia conserva la storica dignità di sede di cattedrale, benché la residenza del vescovo della diocesi di Concordia-Pordenone sia a Pordenone.

## Storia

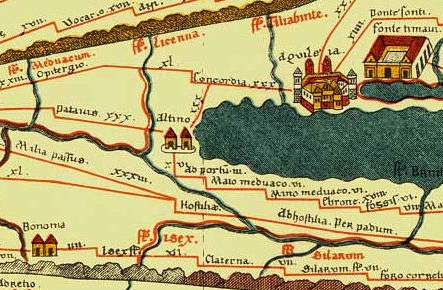
Il nome di Concordia compare nella Tabula Peutingeriana tra le città di Aquileia e Altino (dettaglio)

Importante centro romano, Iulia Concordia, fondata, secondo l'ipotesi attualmente più accreditata, nel 42 a.C. presso l'incrocio della Via Annia con la Via Postumia. Successivamente, probabilmente in età medievale, il centro è chiamato solo Concordia, fino al 1868 quando un Regio Decreto ne determina l’appellativo di Concordia Sagittaria, riferendosi all’antica fabbrica di frecce (in latino sagittae) che vi trovò sede all’inizio del IV sec. d.C., come testimoniato dalla Notitia dignitatum.
In epoca romana fece parte della Regio X Venetia et Histria. Scavi recenti hanno portato alla luce resti di magazzini, domus, terme (via Claudia), pozzi e tratti del decumanus maximus. Sotto la cattedrale sono state rinvenute le fondazioni della basilica paleocristiana.
Sulla sinistra del fiume Lemene un sepolcreto del IV-V sec. d.C., detto "Sepolcreto dei militi" per l'alto numero di iscrizioni sui sarcofagi, testimonia che vi erano stanziate delle truppe romane.
Dopo le invasioni barbariche entrò a far parte del Ducato Longobardo di Cividale; nel Medioevo fu parte integrante prima della Marca del Friuli e poi dello Stato patriarcale di Aquileia. Nel 1420 venne annesso assieme all'intera regione friulana alla Repubblica di Venezia. Nel 1838 Concordia venne scorporata dalla Patria del Friuli per essere aggregata alla provincia di Venezia. Si tratta di un centro da sempre sospeso tra Veneto e Friuli: anche nel nuovo millennio, pur essendo amministrativamente veneto, gli abitanti autoctoni parlano un dialetto di tipo friulano occidentale con influssi veneti e possiedono tradizioni di origine friulana.
Diocesi dalla fine del IV secolo, non ha mai perso la dignità di sede della cattedrale, anche se i vescovi non vi abitano dal 1586, quando per disposizione della Santa Sede trasferirono la loro residenza a Portogruaro, e successivamente a Pordenone nel 1974.

### Simboli
Lo stemma e il gonfalone sono stati concessi con decreto del presidente della Repubblica del 29 luglio 1974.
Il gonfalone è un drappo di rosso.

## Monumenti e luoghi d'interesse
La cattedrale, con regio decreto del 21 novembre 1940, numero 1746, successivamente inserito nella Gazzetta Ufficiale il 3 gennaio 1941, è stata inserita nella lista dei monumenti nazionali italiani.
- Resti del ponte romano (II-III secolo)
- Trichora martyrum (ca. 350) e Basilica apostolorum (389)
- Battistero di Concordia Sagittaria (XI secolo)
- Palazzo Vescovile (XV secolo)
- Toni dell'aga (copia della statua del 1914 di Celso Costantini)
- Palazzo comunale (1523, finanziamento da parte del vescovo Giovanni Argentino)
- Villa Soranzo (XVIII secolo)
- Bosco delle Lame (24 ettari) (Sindacale)

### Chiese a Concordia Sagittaria
- Cattedrale di Santo Stefano Protomartire (1466)
- Chiesa di San Leopoldo Mandić (Cavanella)
- Chiesa di San Pietro (XIII-XIV secolo) (Di proprietà del comune, attualmente adibita a deposito del cimitero)
- Chiesa di Santa Maria della Tavella (XII secolo)
- Chiesa di San Giuseppe Operaio (sindacale)
- Chiesa di San Giusto
- Chiesa di San Pio X (Teson)
- Chiesetta della Madonna del Loncon
- Sacello dei Santi Martiri Concordiesi (XIX secolo)
- Chiesetta di San Giusto (XVII secolo) (con lapide marmorea dedicata a Mafalda di Savoia)

## Società

### Evoluzione demografica
Abitanti censiti

### Etnie e minoranze straniere
Al 31 dicembre 2015 gli stranieri residenti nel comune sono 465, ovvero il 4,48% della popolazione. Di seguito sono riportati i gruppi più consistenti:
1. Romania, 125
2. Marocco, 56
3. Serbia, 33
4. Moldavia, 32
5. Albania, 29
6. Repubblica di Macedonia, 26
7. Ucraina, 25
8. Cina, 25

## Cultura

### Musei
- Area archeologica di Concordia

### Eventi
- 17 febbraio: festa dei santi Martiri concordiesi;
- 3 agosto: festa del ritrovamento delle reliquie di santo Stefano primo martire; le celebrazioni religiose sono accompagnate dalla tradizionale "fiera di santo Stefano".

## Amministrazione

### Sindaci dal 1875 al 1928
| Periodo | Periodo | Primo cittadino   | Partito | Carica      | Note |
| ------- | ------- | ----------------- | ------- | ----------- | ---- |
| 1875    | 1886    | Odoardo Perulli   | -       | Sindaco     |      |
| 1891    | 1891    | Giovanni Del Prà  | -       | Sindaco     |      |
| 1898    | 1900    | Antonio Bozza     | -       | Sindaco     |      |
| 1901    | 1905    | Antonio Mior      | -       | Sindaco     |      |
| 1907    | 1908    | Romolo Candiani   | -       | Sindaco     |      |
| 1909    | 1914    | Paolo Padovese    | -       | Sindaco     |      |
| 1914    | 1917    | Giuseppe Furlanis | -       | Sindaco     |      |
| 1918    | 1919    | Filippo Meuto     | -       | Comm. pref. |      |
| 1919    | 1920    | Alfonso Cuffaro   | -       | Comm. pref. |      |
| 1921    | 1922    | Guglielmo Bellomo | -       | Sindaco     |      |
| 1923    | 1924    | Oreste Canciani   | -       | Sindaco     |      |
| 1925    | 1926    | Pietro Masarin    | -       | Comm. pref. |      |
| 1927    | 1928    | Oreste Canciani   | -       | Podestà     |      |

### Sindaci dal 1946
| Nominativo                                           | Nominativo                                        | Partito / Coalizione                              | Periodo                                           | Elezione                                          |
| Sindaci eletti dal Consiglio comunale (1946-1995)    | Sindaci eletti dal Consiglio comunale (1946-1995) | Sindaci eletti dal Consiglio comunale (1946-1995) | Sindaci eletti dal Consiglio comunale (1946-1995) | Sindaci eletti dal Consiglio comunale (1946-1995) |
| ---------------------------------------------------- | ------------------------------------------------- | ------------------------------------------------- | ------------------------------------------------- | ------------------------------------------------- |
|                                                      | Luigi Perulli                                     | Partito Comunista Italiano                        | 1946-1951                                         | 1946                                              |
|                                                      | Guglielmo Bellomo                                 | Partito Comunista Italiano                        | 1951-1960                                         | 1951                                              |
| 1956                                                 | Guglielmo Bellomo                                 | Partito Comunista Italiano                        | 1951-1960                                         |                                                   |
|                                                      | Giovanni Bozzato                                  | Partito Comunista Italiano                        | 1960-1968                                         | 1960                                              |
| 1964                                                 | Giovanni Bozzato                                  | Partito Comunista Italiano                        | 1960-1968                                         |                                                   |
|                                                      | Arturo Cocolo                                     | Partito Comunista Italiano                        | 1968-1985                                         | (1964)                                            |
| 1970                                                 | Arturo Cocolo                                     | Partito Comunista Italiano                        | 1968-1985                                         |                                                   |
| 1975                                                 | Arturo Cocolo                                     | Partito Comunista Italiano                        | 1968-1985                                         |                                                   |
| 1980                                                 | Arturo Cocolo                                     | Partito Comunista Italiano                        | 1968-1985                                         |                                                   |
|                                                      | Gabriele Anese                                    | Partito Comunista Italiano (1985-91)              | 1985-1995                                         | 1985                                              |
|                                                      | Gabriele Anese                                    | Partito Democratico della Sinistra (1991-95)      | 1985-1995                                         | 1990                                              |
| Sindaci eletti direttamente dai cittadini (dal 1995) |                                                   |                                                   |                                                   |                                                   |
|                                                      | Pierangelo Piasentier                             | Sinistra                                          | 1995-1999                                         | 1995                                              |
|                                                      | Cesare Valerio                                    | Centro-sinistra                                   | 1999-2007                                         | 1999                                              |
| 2004                                                 | Cesare Valerio                                    | Centro-sinistra                                   | 1999-2007                                         |                                                   |
|                                                      | Pietro Signoriello (Commiss. prefettizio)         | -                                                 | 2007-2008                                         | -                                                 |
|                                                      | Marco Geromin                                     | Centro-sinistra                                   | 2008-2009                                         | 2008                                              |
|                                                      | Maria Carmela Librizzi (Commiss. prefettizio)     | -                                                 | 2009                                              | -                                                 |
|                                                      | Marco Geromin                                     | Centro-sinistra                                   | 2009-2014                                         | 2009                                              |
|                                                      | Claudio Odorico                                   | Centro-destra                                     | 2014-in carica                                    | 2014                                              |
| 2019                                                 | Claudio Odorico                                   | Centro-destra                                     | 2014-in carica                                    |                                                   |
| 2024                                                 | Claudio Odorico                                   | Centro-destra                                     | 2014-in carica                                    |                                                   |

## Galleria d'immagini

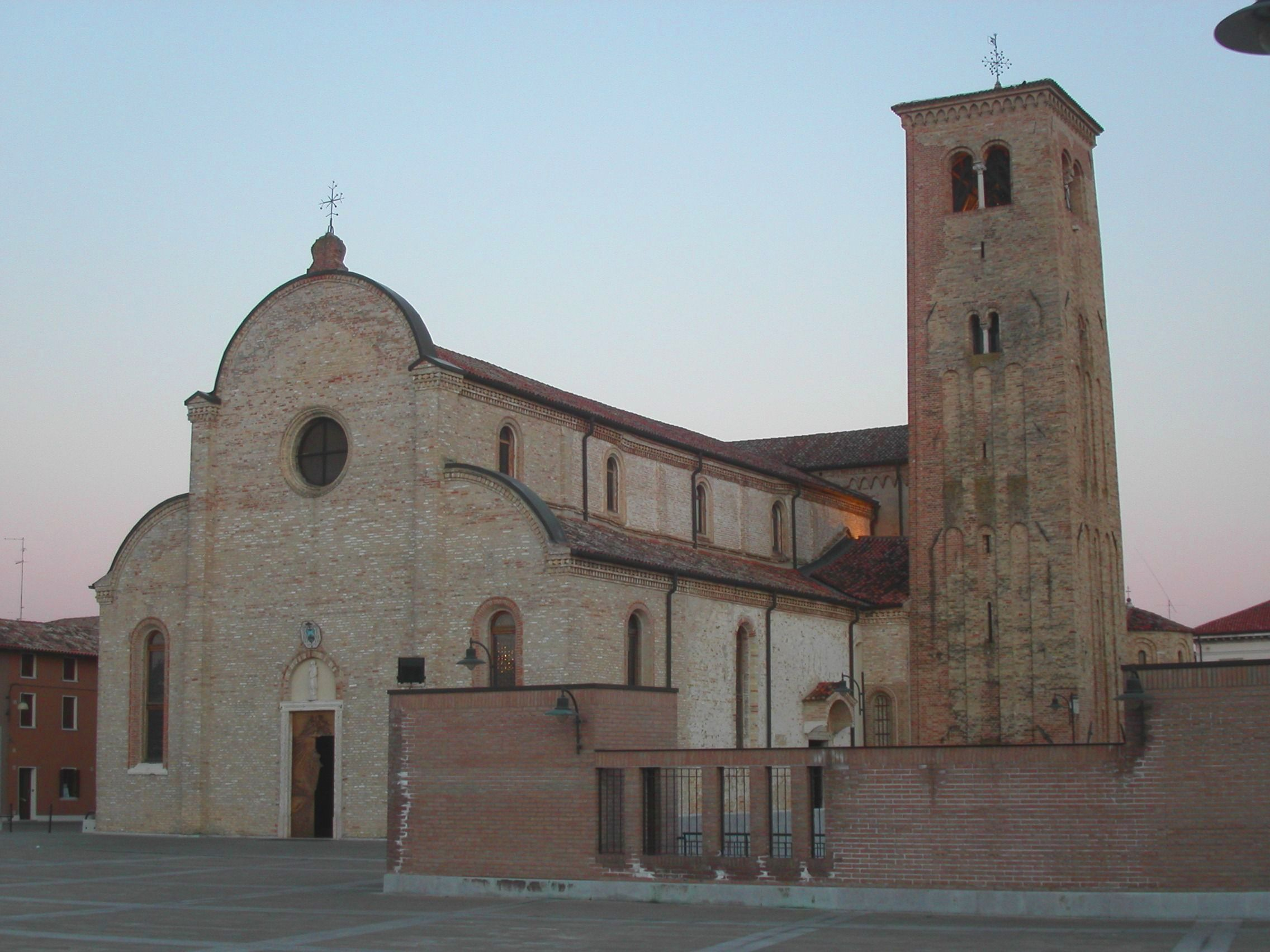
La cattedrale di Santo Stefano
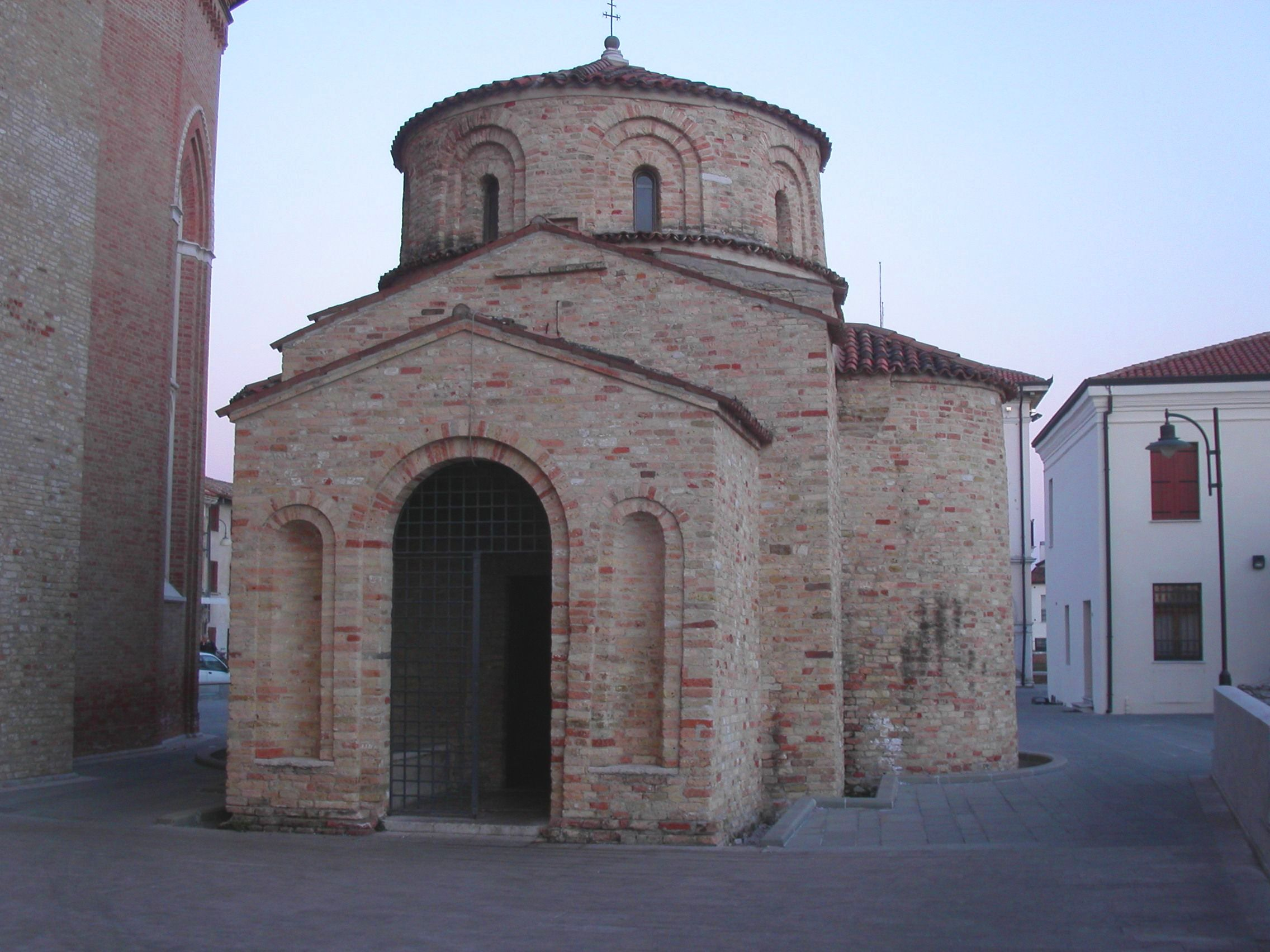
Il battistero